# Cryptocephalus gamma
Cryptocephalus gamma là một loài bọ cánh cứng trong họ Chrysomelidae. Loài này được Herrich-Schaeffer miêu tả khoa học năm 1829.